# Otto Kummert
Otto Kummert (* 15. Mai 1936 in Groß Mützelburg) ist ein deutscher Gebrauchsgrafiker und war Hochschullehrer in der DDR.

## Leben und Werk
Die Familie Kummerts wurde in der Folge des Zweiten Weltkriegs aus Westpommern vertrieben und kam in die Sowjetische Besatzungszone. Dort machte Kummert 1951/52 eine Ausbildung bei einem Imker. Von 1952 bis 1954 besuchte er das Lehrerbildungsseminar in Güstrow. Danach arbeitete er in Teterow als Lehrer. Von 1957 bis 1963 studiert er bei Klaus Wittkugel, Arno Mohr und Werner Klemke an der Kunsthochschule Berlin-Weißensee. Von 1963 bis 1966 war er Atelierleiter der DEWAG in Berlin. Danach arbeitete er bis 1974 in Berlin als freischaffender Gebrauchsgrafiker. Kummert schuf neben anderen gebrauchsgrafischen Arbeiten insbesondere eine große Zahl von politischen, Ausstellungs- und Werbeplakaten. Er gehörte zu den Grafikern, die in den 1960er Jahren die bis dahin dominierenden Plakatgestalter mit ihren illustrativen Filmplakaten im UFA-Stil ablösten, eine Neuorientierung des Plakatschaffens in der DDR herbeiführten und mit ihrer Plakatsprache die Kinolandschaft der DDR prägten. Mit Harry Pflaum, Rudolf Grüttner und Horst Wendt bildete Kummert ab 1967 das Gebrauchsgrafiker-Kollektiv Ring 67. Sie „suchten neue Wege, das Filmplakat attraktiver und künstlerisch relevanter zu gestalten.“
Von 1974 bis 1982 war Kummert Künstlerischer Leiter des Progress-Filmverleihs und ab 1982 Künstlerischer Leiter des Verlags für Agitations- und Anschauungsmittel Berlin. Von 1976 bis 1984 hatte er Lehraufträge und Diplom-Mentorenschaften an der Kunsthochschule Berlin-Weißensee. Ab 1985 war er dort Leiter des Fachgebiets Gebrauchsgrafik und ab 1986 Professor.
Kummert gehörte zu den bedeutendsten Plakatgestaltern der DDR, schuf aber u. a. auch Signets, gestaltete Kataloge und betätigt sich als freier Grafiker und Zeichner.
Er war bis 1990 Mitglied des Verbands Bildender Künstler der DDR und hatte in der Zeit DDR und danach im In- und Ausland eine große Zahl von Einzelausstellungen und Ausstellungsbeteiligungen, u. a. von 1967 bis 1988 von der VI. Deutschen Kunstausstellung  bis zur X. Kunstausstellung der DDR in Dresden.
Kummert zog nach der deutschen Wiedervereinigung nach Murchin-Relzow, wo er ein Grafik- und Design-Atelier betreibt. 1993 gehörte er zu den Gründern des DesignZentrums Mecklenburg-Vorpommern, eines gemeinnützigen Vereins „zur Förderung der Designertätigkeit sowie als Mittler zwischen Produktion und Kunst“. Ab 1998 war er dessen Vorsitzender. 1994 gründete er mit seiner Ehefrau, der Kunstpädagogin Edith Kummert (* 1943) die Grafik-Design-Schule Anklam und 2000 deren Außenstelle in Schwerin. Er lehrte an der Schule Grafik-Design. Einer seiner Schüler war Tobias Kruse.
2001 rief Kummert die studentische Europäische Plakatbiennale der Kunst- und Designschulen ins Leben, die er auch leitete. 2010 gab er seine schulische Arbeit auf, um sich intensiv der eigenen künstlerischen Tätigkeit zu widmen.

## Selbstreflexion
„Das Plakat ist für mich früh zum bevorzugten künstlerischen Ausdrucksträger geworden. Die geistige Vielfalt in der Gestaltungsarbeit mit dem Plakat hat mich jahrelang gefesselt und letztlich nachhaltig denkend und vielseitig gestaltend geformt.“

## Rezeption
„Er ist als Grafiker zugleich Plakatmensch, Designer, Lehrer, freier Künstler, Kämpfer und Feingeist. Kummert gestaltet nach strengem Kanon und Disziplin. Selten vertraut er der Improvisation, dem genialischem Wurf oder gar dem Kuss einer launigen Muße. Er geht die Dinge mit langem Atem an, gründet auf Tiefe, bis jene nachhaltige Klarheit aufscheint, die ebenso dicht wie wundersam natürlich anmutet. Sein Spiel ist Ernst.“
Petra Hornung, Kunstwissenschaftlerin

## Beispiele für gestalterische Werke seit der deutschen Wiedervereinigung
- 1998: Gestaltung der Ernst-Barlach-Ausstellungshalle Güstrow
- 2001: Gestaltung der Innenarchitektur des Museums Atelier Niemeyer-Holstein in Lüttenort (mit Lars Kummert)

## Ehrungen und Preise (Auswahl)
- 1967, 1968 und 1977: Preise im Wettbewerb Die 100 besten Plakate des Jahres
- 1976: I. Preis im Wettbewerb zum IX. Parteitag der SED
- 1977: Verdienstmedaille der DDR
- 1978: Kunstpreis des FDGB
- 1979: I. Preis im Wettbewerb Plakate zum 30. Jahrestag der DDR
- 1980: Vaterländischer Verdienstorden in Bronze
- 1982: Silbermedaille der Internationalen Biennale der Gebrauchsgrafik Brno
- 1983: I. Preis im Internationalen Wettbewerb der Prager Konferenz für Frieden und Abrüstung
- 1986: Orden Banner der Arbeit Stufe II

- 1987: Kunstpreis der DDR